# Ayntap
Ayntap (en arménien Այնթափ ) est une communauté rurale du marz d'Ararat en Arménie. En 2008, elle compte 7 660 habitants.